# Måttsydd

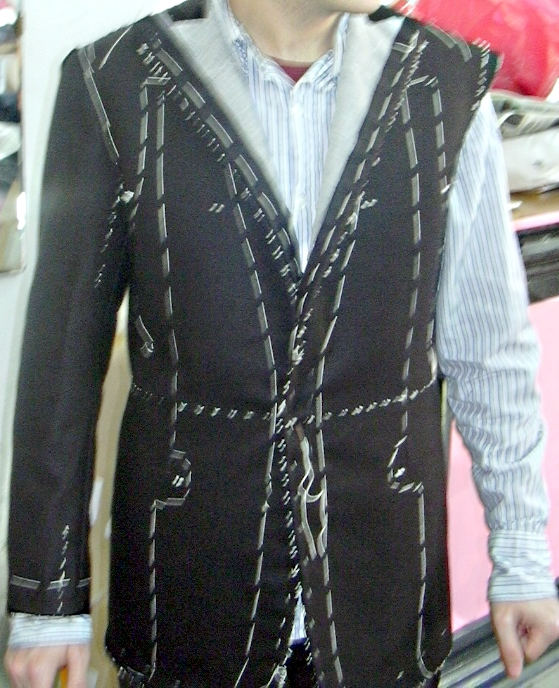

Måttsydd eller made to measure är en term som allt oftare används inom modekretsar för att beskriva hur en herrkostym har sytts upp. Måttsydd betecknar en kostym där de olika delarna har förskurits i större mängder, helt enkelt för att sänka arbetskostnaden. Syftet är att kunna sy en större mängd kostymer för olika kunders mått och behov men bibehållen flexibilitet att lätt kunna anpassa passformen för varje kunds unika behov.
I svenskan används oftast termen skräddarsydd när man avser en kostym som en skräddare har sytt. Inom det engelska språkbruket skiljer man mellan bespoke , skräddarsydd, och made to measure, måttsydd. I det förra är tyget tingat av en kund, på engelska been spoken for och betecknar då en kostym som är skuren och sydd enbart för den kunden.